# 夜幕下的哈尔滨
《夜幕下的哈尔滨》，是中国黑龙江作家陈玙创作的一部长篇小说，共计71万字。主要讲述1934年日本控制下的满洲国哈尔滨共产党员及爱国人士与日本侵略者斗争的故事。小说在1982年初次出版，即风靡于1980年代的中国大陆。曾两度被改编成电视剧。
作者陈玙的青少年时代在哈尔滨渡过。他于1950年开始有搜集东北抗战的相关资料。1960年起，陈玙为原辽宁省政协副主席李维民整理回忆录。两人用三年时间完成长篇回忆录《地下烽火》。但李维民讲述地下斗争的原始记录及其搜集的相关资料，毁于文化大革命。1978年，陈玙再度准备小说创作。历时两年多，于1982年完成小说创作。同年5月，春风文艺出版社出版《夜幕下的哈尔滨》。小说在两年内就印刷了三次，共计29万7千余册。1983年，小说获得辽宁省政府文学创作一等奖。2002年，春风文艺出版社再版小说。

## 主角原型
小说中的主人公王一民的原型为曾在哈尔滨铁路局三棵树机务段从事地下党工作的王学尧。日本青年学者玉旨一郎，则是作者在研究伊田助男等日籍反战人士所创作的。

## 电视剧

### 1984年版
1984年，中国电视剧制作中心、电视剧艺术委员会、青岛电视台联合录制了《夜幕下的哈尔滨》的电视剧版，由演员王刚、林达信、迟重瑞主演。

### 2008年版
2008年版电视剧由北京鑫宝源影视中国导演赵宝刚和王迎执导，演员陆毅、周杰、李小冉主演。2008年8月于中央电视台综合频道首播。由于2008年北京奥运会的缘故，央视决定暂停黄金剧场电视剧的播放，而《夜幕下的哈尔滨》便是奥运会过后央视恢复黄金剧场电视剧播映的第一部电视剧。

## 节目变迁
| 中国中央电视台综合频道 黄金剧场 週一至週日 20:00~22:00 | 中国中央电视台综合频道 黄金剧场 週一至週日 20:00~22:00 | 中国中央电视台综合频道 黄金剧场 週一至週日 20:00~22:00 |
| ------------------------------------------------------ | ------------------------------------------------------ | ------------------------------------------------------ |
|                                                        | 夜幕下的哈尔滨 （2008.8.25 - 2008.9.15）               |                                                        |
| 静静的白桦林 （2008.7.23 - 2008.8.6）[a]               | 绝密押运 （2008.9.18 - 2008.10.2）                     |                                                        |

^ a. 2008年8月7日起央视综合频道因北京奥运会的原因停播黄金剧场的电视剧，直到25日恢复。